# Franc rwandais
Pour les articles homonymes, voir Franc.
Le franc rwandais (symbole monétaire : FRw, possiblement RF ; ISO 4217 : RWF) est la devise officielle du Rwanda depuis le 24 avril 1964. Il est divisé en cent centimes.

## Histoire

### Période coloniale et indépendance
La monnaie n'était pas très utilisée à la fin du XIXe siècle au Rwanda, le pays étant alors partie intégrante de l'Afrique orientale allemande. Les habitants utilisaient plutôt le troc entre eux pour commercer. Cependant, en raison de l'influence allemande, le roupie d'Afrique orientale allemande en était la monnaie officielle, bien que peu utilisée. 
Cependant, à partir de 1906, le franc congolais fut utilisable de manière officieuse au Rwanda et pendant la Première Guerre mondiale, le pays voyait différentes monnaies être utilisées en son sein. Le pays passa après la guerre sous contrôle belge, faisant partie de la structure coloniale du Ruanda-Urundi. Il fallut attendre 1927 et un accord la Banque du Congo belge et le Congo belge pour que la monnaie puisse circuler officiellement au Rwanda et au Burundi. 
En 1960, le Congo belge pris son indépendance et le Ruanda-Urundi fut la dernière possession belge en Afrique et une nouvelle monnaie fut alors émise, le franc du Ruanda-Urundi, qui dura jusqu'en 1964, deux ans après l'indépendance respective du Burundi et du Rwanda en 1962. La monnaie fut alors remplacée par le franc rwandais au Rwanda et le franc burundais au Burundi. 

### Futur de la monnaie
Le franc rwandais pourrait être remplacé dans le cadre d'une coopération renforcée entre les pays de Communauté d'Afrique de l'Est, dont le Rwanda fait partie, avec ses voisins (Burundi, Kenya, Ouganda, Soudan du Sud, Tanzanie). La nouvelle monnaie, appelée Shilling est-africain aurait dû être introduite en 2012, puis en 2015, avant d'être repoussée pour 2024,. Cette organisation pourrait d'ailleurs aboutir à la création d'un nouvel État, la Fédération d'Afrique de l'Est. 

## Pièces et billets
Les pièces et billets de francs rwandais ont fait l'objet de changement au cours du temps. De nouvelles versions des billets ont ainsi été introduites en 2015, ne comportant pas de mentions en français et ayant un système de sécurité amélioré. Le 7 février 2019, le gouvernement rwandais a annoncé l'introduction de nouveaux billets de 500 et 1000 francs rwandais, afin d'améliorer la sécurité des billets mais également de pouvoir mieux différencier le billet de 500 du billet de 1000 en donnant au premier une teinte marron.  
| Unité (FRw) | Figure sur l'avers                                      | Figure sur le revers                              |
| ----------- | ------------------------------------------------------- | ------------------------------------------------- |
| Pièces      |                                                         |                                                   |
| 1 FRw       | Pouce de riz                                            | Emblème du Rwanda                                 |
| 5 FRw       | Pouce de café                                           | Emblème du Rwanda                                 |
| 10 FRw      | Pouce de banane                                         | Emblème du Rwanda                                 |
| 20 FRw      | Pouce de thé                                            | Emblème du Rwanda                                 |
| 50 FRw      | Pouce de maïs                                           | Emblème du Rwanda                                 |
| 100 FRw     | 100 FRw                                                 | Emblème du Rwanda                                 |
| Billets     |                                                         |                                                   |
| 500 FRw     | Pont suspendu de Muregeya                               | 4 étudiants travaillant sur des ordinateurs       |
| 1 000 FRw   | Musée national du Rwanda                                | Singe doré (en) dans le Parc national des volcans |
| 2 000 FRw   | Antenne parabolique placée sur les collines du pays     | Grains de café                                    |
| 5 000 FRw   | Gorille des montagnes dans le Parc national des volcans | Deux paniers représentant l'art rwandais          |

## Valeur

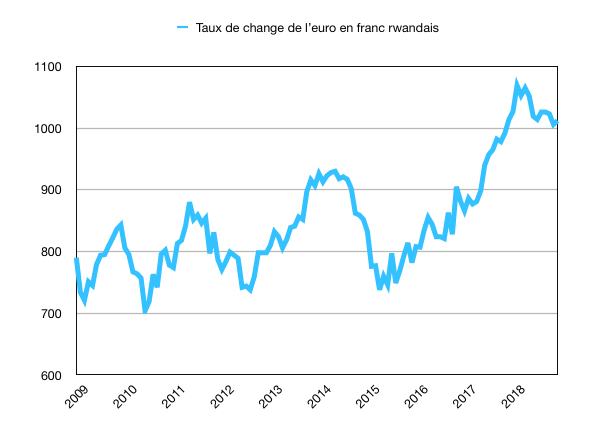
Taux de change de l'euro en franc rwandais sur la période 2009-2018

Le franc rwandais a une valeur très basse comparée à des monnaies fortes comme le dollar américain ou l'euro. Depuis 2015, la valeur de la monnaie n'a cessé de baisser et le taux de change pour 1 euro a dépassé les 1 150 francs rwandais en 2023.
| Année | Moyenne    |
| ----- | ---------- |
| 2009  | 784,92     |
| 2010  | 766,08     |
| 2011  | 829,33     |
| 2012  | 776,17     |
| 2013  | 849,92     |
| 2014  | 904,25     |
| 2015  | 777,75     |
| 2016  | 841,25     |
| 2017  | 936,33     |
| 2018  | 1 022,1352 |
| 2019  | 1 051,941  |
| 2020  | 1 215,2808 |
| 2021  | 1 151,4137 |
| 2022  | 1 130,7133 |